# Mars 5
Mars 5 (Марс 5) byla sovětská sonda k planetě Mars z roku 1973. Byla označena v katalogu COSPAR jako 1973-049A. Stala se čtvrtou družicí této planety.

## Cíl mise
Vytvořit družici planety Mars a následovat tak úspěšnou misi USA s družicí Mariner 9.

## Konstrukce sondy
Proti sondám Mars 1 – 3 tuto vyprojektoval a postavil strojírenský závod NPO Lavočkina. Hmotnost byla 3440 kg. I tato (stejná jako Mars 4) byla tříose orientovaná typu M-73S. Při rozevřených slunečních panelech dosahovala šíře 5,9 metru s průměrem základny 2 metry. Ve spodní části byl usazen motor a palivové nádrže. Vně sondy byla rozmístěna série antén. Sonda byla vybavena snímkovacími kamerami a řadou vědeckých přístrojů, např. několika fotometry či řadou snímacích čidel Většina přístrojů byla určena pro práci na orbitě planety.

## Průběh letu
Odstartovala večer dne 25. července 1973 z kosmodromu Bajkonur s pomocí rakety Proton K/D, tedy 4 dny po sondě Mars 4. Nejdříve se dostala na tzv.parkovací, tedy oběžnou dráhu Země, odkud po zapálení posledního stupně nosné rakety odletěla směrem k Marsu. 
Po pěti dnech letu, tj. 30. července 1973 po pokynu z řídícího střediska byla provedena korekce dráhy. K Marsu dolétla po 5 měsících letu. Dne 12. února 1974 byla po zapálení brzdicího motoru navedena na oběžnou dráhu planety (parametry 1700 – 32 500 km) s periodou 25 hodin. Poté bylo zjištěno, že asi kvůli proražení pláště kosmickým prachem došlo k postupnému úbytku tlaku dusíku v sondě.
Pomocí obou fototelevizních aparatur pořídila 108 snímků. Měly rozlišení 100 metrů z výšky 2000 km. Družice však 28. února 1974 přestala fungovat po 22 obězích planety kvůli úplné ztrátě dusíku ve své hermetizované části.